# سازند بختیاری
سازند بختیاری یکی از سازندهای زمین‌شناسی زاگرس با سن میوسن پسین (نئوژن) و احتمالاً تا کواترنری است که ویژگی رسوبات آبرفتی و کوهپایه‌ای حاصل از فرسایش ارتفاعات را دارد که بیش‌تر شامل کنگلومرا و ماسه‌سنگ آهکی است که گاهی به صورت هم‌شیب و گاهی دگرشیب بر روی سازندهای کهن‌تر نهشته شده‌است. برش الگوی این سازند در شمال مسجد سلیمان (گدارلندر) شامل ۵۵۰ متر کنگلومرا با قطعاتی به ابعاد خرسنگ، قلوه سنگ و ریگ به سن‌های گوناگون است که با کلسیت درشت دانه و رس سیمانی شده‌اند. سازند بختیاری جوان‌ترین سازند نهشته شده در زاگرس محسوب می‌شود. این سازند حاصل آخرین مرحله پسروی دریا و خشکی‌زایی وسیع در زاگرس است و از فرسایش سازندهای قدیمی تر موجود و نهشته شدن قطعات واریزه‌ای و آبرفتی ریز و درشت در حاشیه دریاچه‌های در حال پس‌رفت حاصل از دریای قدیمی تشکیل شده‌است. به همین دلیل در بیش‌تر مواقع، رخنمون این سازند را به صورت ناودیس می‌توان دید.